# Herrenhaus Hoyerswort

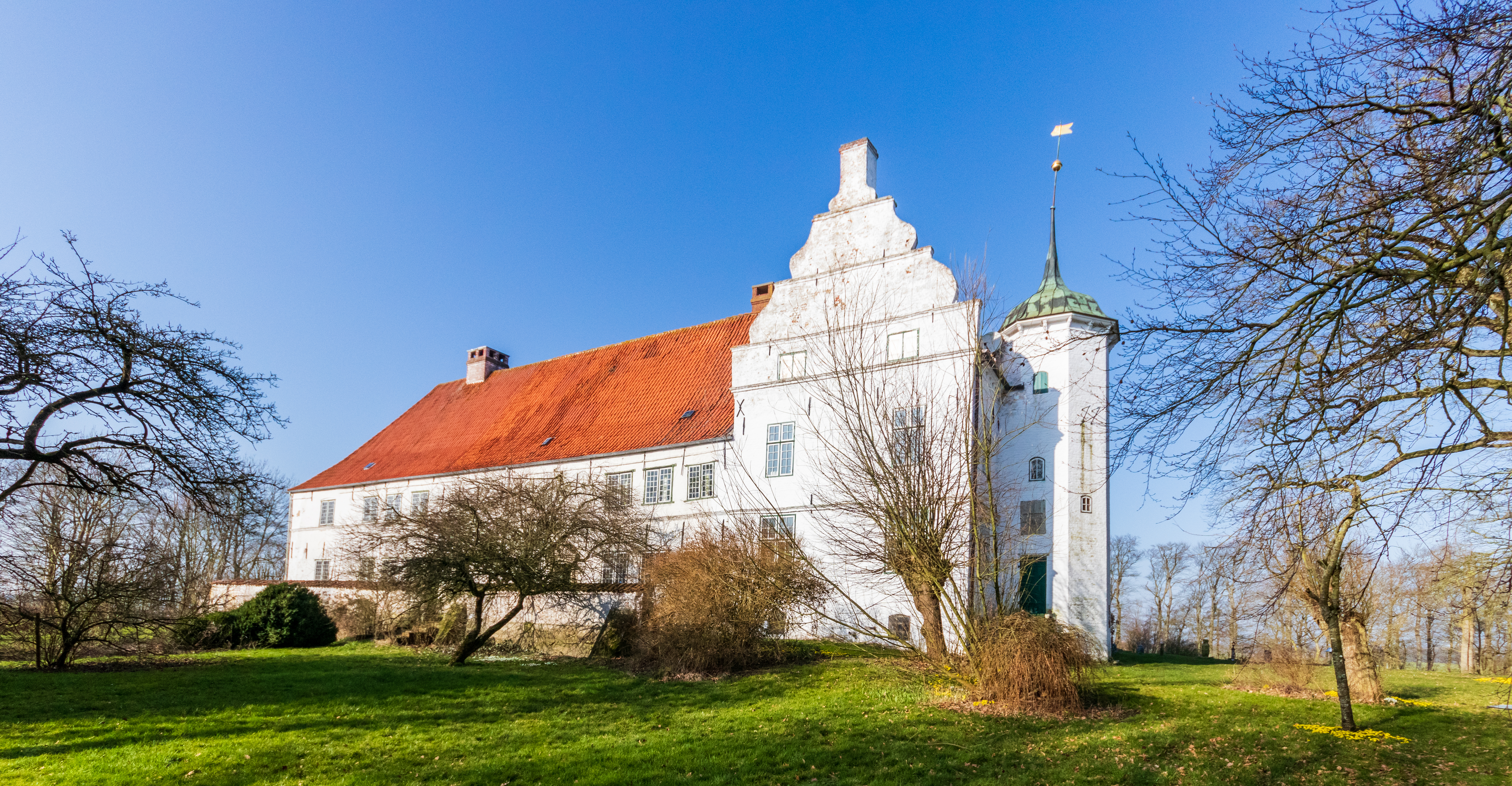
Das Herrenhaus Hoyerswort

Das Herrenhaus Hoyerswort ist das einzige ehemalige Herrenhaus der Landschaft Eiderstedt. Der zweiflügelige Bau aus der Renaissancezeit mit einem Treppenturm ist von einem doppelten Wassergraben umgeben. Das Herrenhaus steht etwa eineinhalb Kilometer südlich des Kirchorts Oldenswort, einer Gemeinde des Amtes Eiderstedt im schleswig-holsteinischen Kreis Nordfriesland.

## Geschichte

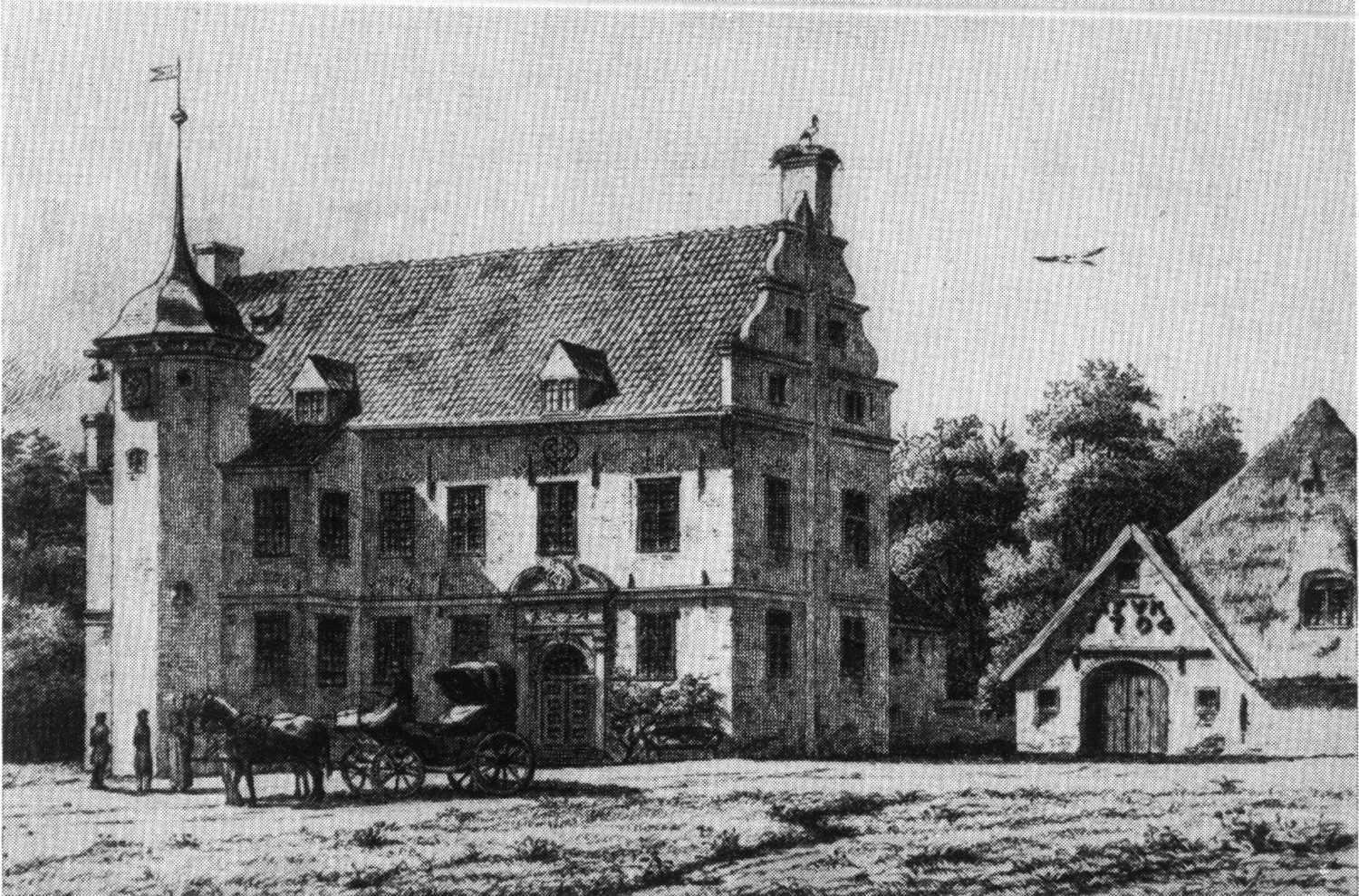
Das Herrenhaus 1864. Lithographie von Jens Peter Trap

Das Herrenhaus steht auf einer wohl schon zur römischen Kaiserzeit bewohnten Warft. Erbauer des Hauses war der Staller Caspar Hoyer (1540–1594). Sein Vater, Lange Harm Hoyer, diente dem Herzog von Schleswig-Holstein und späteren dänischen König Friedrich I. als Heerführer. 1513 wurde er geadelt und erhielt Friedrichs uneheliche Tochter Catharina (1491–1534) zur Frau. Als diese starb, heiratete er 1535 Maria Knutzen (~1515–1560), die Tochter einer anderen unehelichen Tochter Friedrichs. Aus dieser zweiten Ehe stammt Caspar Hoyer. Dieser war seit 1563 Rat des Herzogs Adolf von Schleswig-Holstein-Gottorf. Bereits ein Jahr später erhielt er 200 ha Land sowie das Grundstück geschenkt, auf dem er in den folgenden Jahren das Herrenhaus errichten ließ. Die Jahreszahl 1594 über dem Sandsteinportal auf der Südseite verweist darauf, dass das Gebäude zu diesem Zeitpunkt, dem Todesjahr des Erbauers, fertiggestellt war. 1587 wurden Hoyersworth alle Rechte eines Ritterguts verliehen.
Nach Caspar Hoyers Tod wurde dessen Sohn Hermann Hoyer Eigentümer des Herrenhauses und sein Nachfolger im Amt des Stallers der Landschaft Eiderstedt. Hermann heiratete 1599 die reiche Erbin Anna Ovena Hoyer. Das Paar lebte im Amtssitz im Tönninger Schloss. Nach Hermanns Tod 1622 zog die Witwe nach Hoyerswort. In deutlichen Worten kritisierte sie die evangelische Amtskirche, beschimpfte die Pfarrer, denen sie eine zu weltliche Lebensweise sowie starken Alkoholkonsum vorwarf. Anna war eine Anhängerin des Arztes und Laientheologen Nicolaus Knutzen Teting, der 1623 zu ihr auf den Herrensitz zog. Durch ihn wurde sie zur Anhängerin und Beschützerin der Wiedertäuferbewegung in Schleswig-Holstein und versammelte in Hoyerswort eine von den Ortsgeistlichen als häretisch angesehene Gemeinde. Vermutlich wurden zu dieser Zeit im großen Festsaal Gottesdienste abgehalten, da Anna nicht in die Oldensworter Kirche ging, für die ihr Schwiegervater den Altar gestiftet hatte. Trotz heftiger Proteste der Oldensworter Pastoren griff die Obrigkeit nicht ein. Erbschaftsstreitigkeiten mit ihrem Schwiegersohn und der Hoyerschen Verwandtschaft sowie Steuerforderungen des Herzogs Friedrich III. hatten Anna um den Großteil ihres Vermögens gebracht und vermutlich war das Gut schon zu Lebzeiten ihres Mannes stark verschuldet. 1632 musste sie Hoyerswort an Augusta von Dänemark verkaufen und wanderte danach mit ihren Kindern nach Schweden aus. Dort erhielt sie nach Jahren großer wirtschaftlicher Schwierigkeiten von der Königinmutter Maria Eleonora, der Witwe Gustav Adolfs und Mutter Königin Christinas, 1649 ein kleines Gut als Eigentum, auf dem sie 1655 verstarb.
In den folgenden 15 Jahren verblieb das Herrenhaus im Besitz von Augusta, die es 1647 ihrem Rentmeister Joachim Danckwerth, einem Bruder des Husumer Bürgermeisters und Chronisten Caspar Danckwerth, übergab. An Renovierungsarbeiten, die er und seine Frau Clara Lüthen in Auftrag gaben, darunter eine Stuckdecke, erinnert eine Sandsteintafel mit dem Datum 1648.
Acht Jahre später übernahm dessen Schwiegersohn Andreas Kramer das Gut. Seine Nachkommen bewirtschafteten Hoyerswort, zu dem noch etwa 100 ha Landbesitz gehörten, und ließen bei Langenhemme den Haubarg errichten. Zur Zeit der Belagerung Tönnings während des Großen Nordischen Krieges residierte der dänische König Friedrich IV. 1713 auf Hoyerswort und nahm dort die Kapitulation der in der Festung Tönning stationierten schwedischen Truppen unter Magnus Stenbock entgegen, womit der Krieg faktisch entschieden war. 1732 ging das Gut mit vielen anderen Gütern in Schleswig-Holstein in Konkurs. 
Das Gut gelangte nach wechselnden Eigentümern im Jahr 1771 in das Eigentum von Boye Hamkens, der über mehrere Jahrzehnte Ratmann und Pfennigmeister von Eiderstedt war. Die Familie Hamkens behielt das Gut für die folgenden 240 Jahre und betrieb dort Milchviehwirtschaft. Boye Hamkens ließ den Haubarg 1779 von Langenhemme direkt neben das Herrenhaus versetzen.

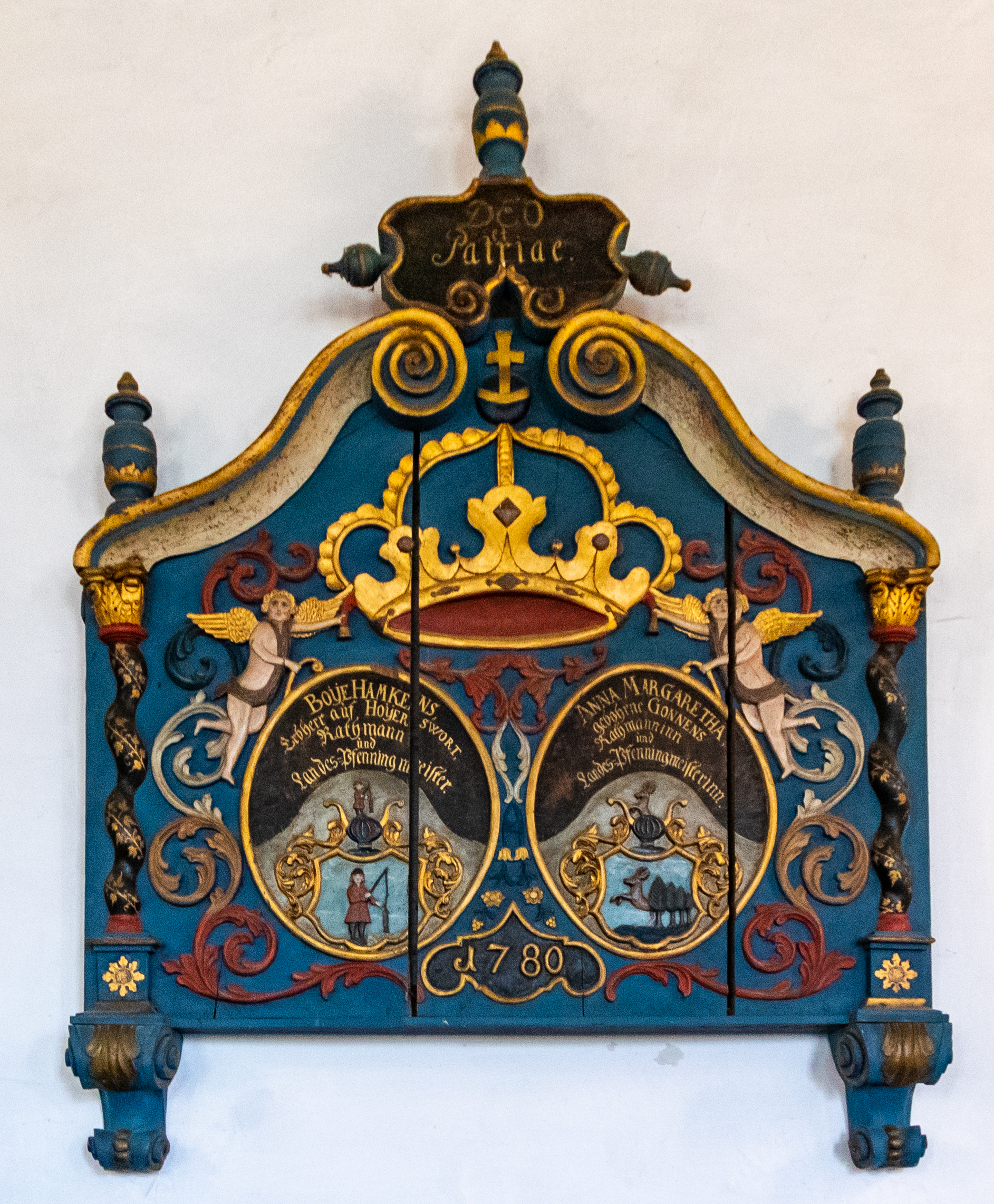
Wappentafel von Boye und Margaretha Hamkens (1780) im Schloss Hoyerswort

2011 erwarb der Keramiker Alfred Jordy das Anwesen und machte es für die Öffentlichkeit zugänglich. Mit Café, Keramikwerkstatt und Ferienwohnungen finanziert er den Erhalt des Herrenhauses. Den zum Anwesen gehörenden Haubarg baute Jordy zu einem Restaurant und Ausstellungsraum um. In Zusammenarbeit mit dem Förderverein Herrenhaus Hoyerswort hat er einen Skulpturenpark vor dem Herrenhaus eingerichtet. Die ersten Werke, die gezeigt werden, stammen aus dem Nachlass des Bildhauers Pierre Schumann.

## Baubeschreibung
Das auf einer flachen Werft errichtete Herrenhaus ist ein breitgelagerter, zweigeschossiger Backsteinbau der Renaissance mit einem Treppenturm, steilen Dächern und Firstschornsteinen. Der Grundriss ist L-förmig. Ursprünglich war der Bau wie die meisten gleichzeitig im Lande entstandenen Renaissanceschlösser und -gutshäuser ziegelsichtig. Die weiße Schlemmung erhielt der Bau erst in der Barockzeit.

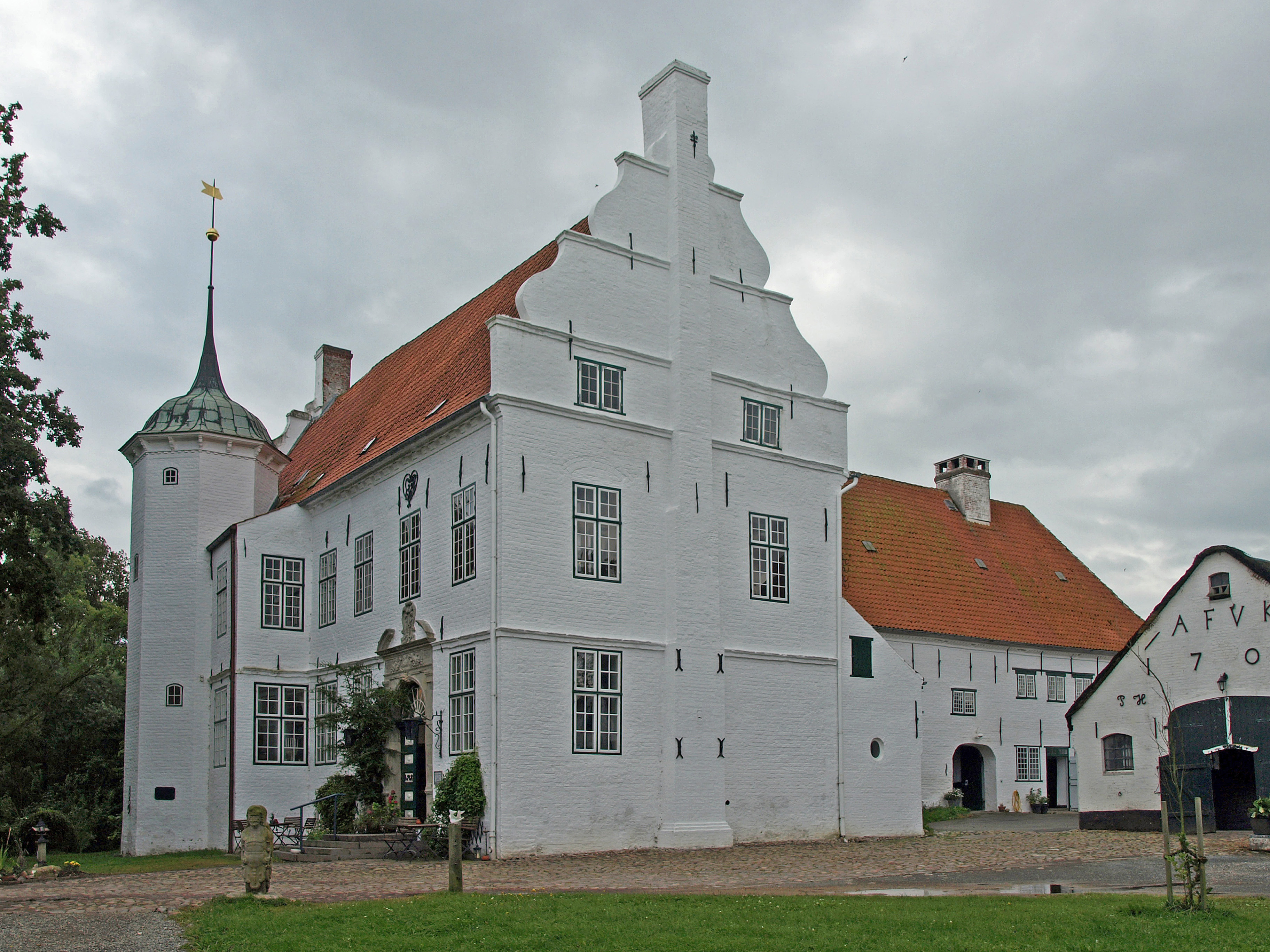
Das Haupthaus (der Ostflügel) von Nordost

Die Bauzeit des Herrenhauses ist umstritten. Vermutlich begann der Bau des Ensembles kurz nach der Schenkung 1564, an die der herzförmige Maueranker „C H 1564“ oberhalb des Obergeschossfenster der Portalachse erinnert, und war nach zwei Bauphasen um 1580 abgeschlossen. Spätestens mit Hoyers Tod im Jahre 1594 dürfte das Haupthaus vollendet gewesen sein, wahrscheinlich aber bereits vor 1590. Möglich ist aber auch ein zehn bis fünfzehn Jahre früherer Baubeginn. Die bisher in der Literatur genannte Bauzeit von 1591–1594 gilt als widerlegt. Sie wird inzwischen mit dem Bau des Flügels in Verbindung gebracht und stützte sich auf eine Inschrift am kleinen Renaissance-Säulenportal an der Südseite des Gebäudes, die aber das Todesjahr des Erbauers benennt. Weitere in Form von Portalinschriften und Mauerankern an dem Gebäude angebrachte Jahreszahlen konnten bis dato noch nicht mit konkreten Aus- oder Umbauten in Verbindung gebracht werden.
Ältester Bauteil ist der südliche, mit einem Kreuzgewölbe unterkellerte Teil des Ostflügels, der nach 1578 nach Norden erweitert wurde. Bemerkenswert sind die gegliederten Schmalseiten an der Nord- und Südseite des Gebäudes, deren mehrfach gestufte Schweifgiebel mit horizontaler Gesimseinteilung typisch für Bauten der Renaissance sind. Erd- und Obergeschoss des Bauwerks werden an der Außenfassade umlaufend durch einfach profilierte Gurtgesimse optisch getrennt.
Die beiden Giebelseiten des Haupthauses sehen sehr ähnlich aus und unterscheiden sich lediglich in Details. Sie sind pro Etage durch je ein Fenster rechts und links des mittig angeordneten Schornsteins gegliedert. An der Nordseite sind das westliche Erdgeschossfenster sowie die beiden oberen kleinen Fenster im Giebel vermauert. Dies muss nach 1863 erfolgt sein, da aus diesem Jahr eine Abbildung vorliegt, die die Fenster zeigt. Während der Schornstein an der Nordseite deutlich aus der Fassade hervortritt und die Gurtgesimse zu überschneiden scheint, ist sein Pendant auf der Südseite in die Fassadenflucht nach innen verlegt. Dort sind zwei ursprünglich im Giebel vorhandene Oculi heute vermauert.
Die Haupt- oder Eingangsseite ist asymmetrisch gestaltet. Auf der Linken Seite befindet sich (anstelle der zweiten Doppelfenster-Achse) ein vorgesetzter Treppenturm, dessen gebauchte Haube mit Laterne („Welsche Haube“) 1960 rekonstruiert wurde. Rechts daneben befindet sich ein erkerartiger Ausbau mit abgeschleppten Dach. Dessen Mauerwerk ist im Traufbereich geflickt, was auf eine einst höhere Traufe hindeutet. Ein abschließendes Gesims fehlt heute. Die gut erhaltene Sandsteintafel am Treppenturm erinnert an Joachim Dankwerth und seine Frau Clara Lüthen. Die darin genannte Jahreszahl 1648 weist auf den Abschluss von Renovierungsarbeiten. Sowohl Turm als auch Erker stehen mit dem Hauptbau im Mauerverbund, wurden also zeitgleich mit diesem errichtet. Das Hauptportal wurde vermutlich zu einem späteren Zeitpunkt in die zweite Achse von Norden verschoben. Es besteht aus einer rundbogigen Öffnung aus Werksteinen, die von zwei schlanken Pilastern flankiert wird. Nach oben ist es mit einem gesprengten Giebel abgeschlossen, in dem eine Wappenkartusche mit Knorpelwerk und Maske zu sehen ist, sie wohl um 1640/50 hinzugefügt wurde.

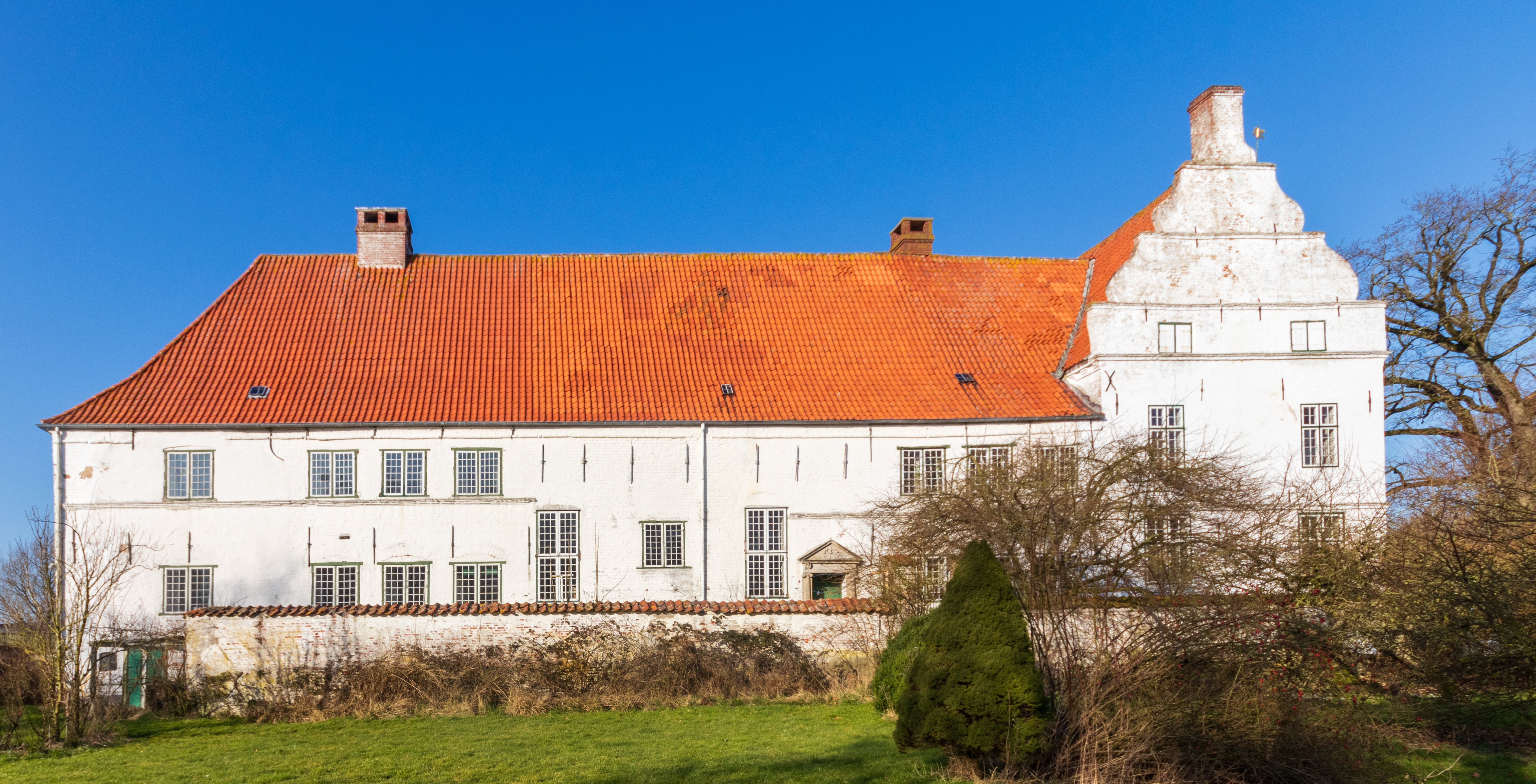
Blick von Süden auf den Südflügel

Der Bau des Südflügels sowie der Vorhalle begannen vermutlich im Jahre 1587, nachdem Hoyersworth alle Rechte eines Ritterguts verliehen wurden. Der Südflügel ist langgestreckt und zweigeschossig. Er ist durch zahlreiche, unterschiedlich große Fenster mit Sprossen gegliedert, die alle erneuert wurden. Er entstand vermutlich in mehreren Etappen im 16. und 17. Jahrhundert. Ältester Bauteil ist der Bereich mit dem Sandsteinportal, der in den 1590er Jahren entstand. Im westlich anschließenden Gebäudeteil liegt ein über beide Geschosse reichender großer Saal, der sogenannte Tanz- oder Festsaal. Er wurde um 1620/25 an der Stelle älterer Räume angefügt. Ganz im Westen des Südflügels, befanden sich Küchenräume mit riesigem Kamin sowie eine Räucherkammer.

### Innenräume

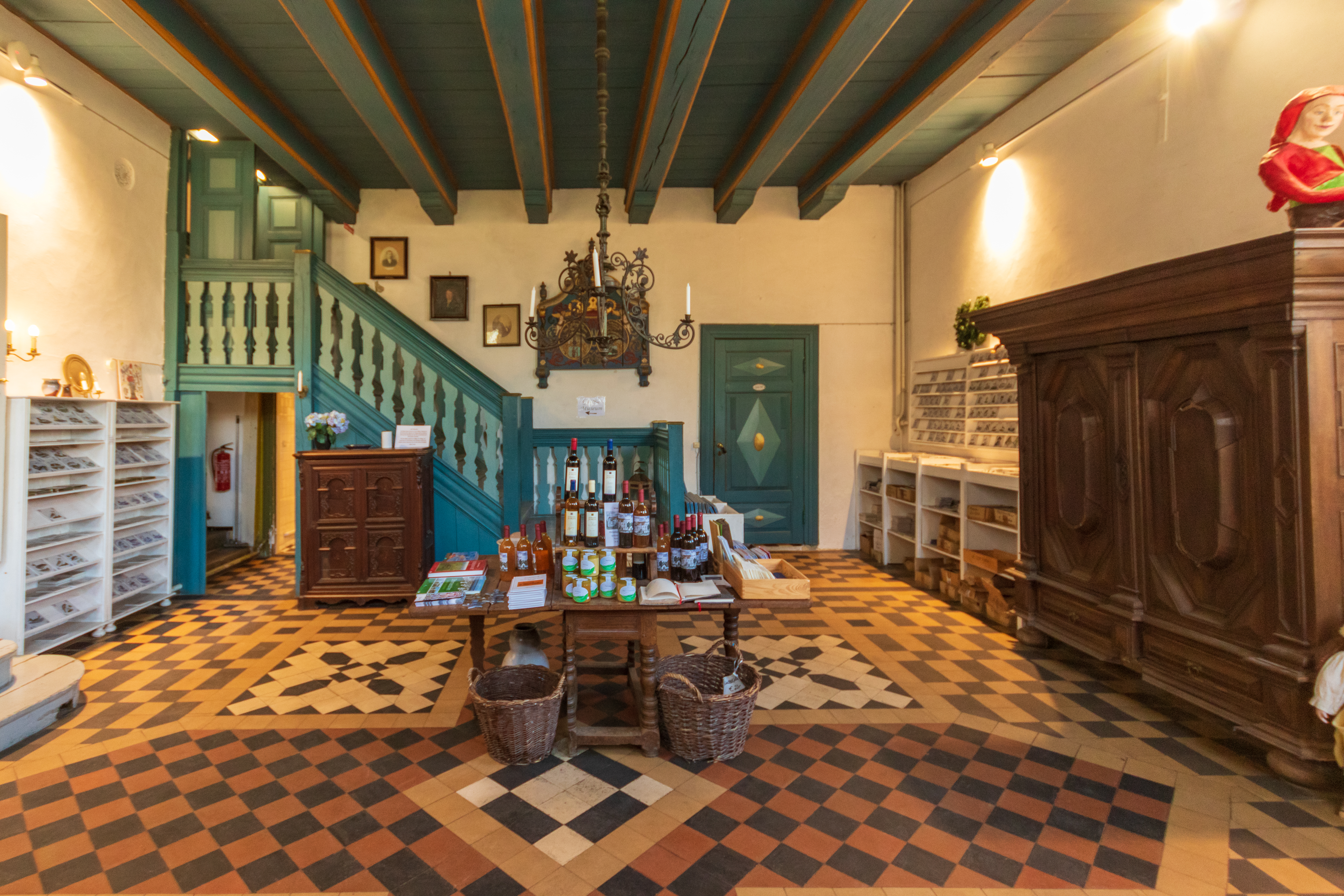
Blick in die Diele

Die Diele über dem Keller erhielt ihre heutige Gestalt 1649. Die Treppe wurde im 18. Jahrhundert erneuert. Das Südzimmer mit stuckierter Balkendecke aus der Mitte des 17. Jahrhunderts wurde 1757 unterteilt. Auch einer der beiden darüberliegenden Säle wurden später geteilt.

### Anlage
Die nördlich des Herrenhauses stehende reetgedeckte Haubargscheune wird mittels der Maueranker auf das Jahr 1704 datiert. Er hat 580 m² Grundfläche, eine  Firsthöhe  von  etwa 13 m und hat 6 Ständer. Ursprünglich stand er etwa 1 km südlich in Langenhemme, wo ihn die Erben Andreas Kramers errichten ließen. Boye Hamkens gab 1779 die Versetzung an die heutige Position in Auftrag. Seither wurde das Gebäude nur als Wirtschaftsgebäude genutzt und mehrfach umgebaut. Das Herrenhaus und der Heubargscheune stehen in einem parkähnlichen, für Eiderstedt typischen kleinen Baumgarten. Die gesamte Anlage wird von einem doppelten Grabensystem eingefasst. Ursprünglich gehörte zu der Anlage noch eine Zugbrücke. Sie wurde durch eine einfache Brücke ersetzt, über die das Herrenhaus von Osten zugänglich ist.